# ハイメ・ロサーノ
ハイメ・アルトゥーロ・ロサーノ・エスピン（スペイン語: Jaime Arturo Lozano Espín、1978年9月29日 - ）は、メキシコの元サッカー選手、現サッカー指導者。元メキシコ代表選手、東京オリンピックメキシコ代表監督。選手時代のポジションはMF。

## クラブ歴
1998年にクルブ・ウニベルシダ・ナシオナルで選手となった。2001年にセラヤFCに移籍したが、クラブが降格したのもあり、プーマスに戻った。
2005年にプーマスとの契約更新が縺れたためにUANLティグレスに完全移籍。2007年にクルス・アスルに完全移籍し、2010年に期限付き移籍でアトレティコ・モレリアに加入した。2012年にプーマスに戻り、翌年引退した。

## 代表歴
2000年6月7日に行われた南アフリカ共和国代表との親善試合で代表初出場を記録した。2004年6月19日の2006 FIFAワールドカップ・北中米カリブ海予選のドミニカ国代表戦で代表初得点を記録すると、27日に同じドミニカ国代表相手にハットトリックを記録した。翌月のコパ・アメリカ2004のメンバーに選出され、FIFAコンフェデレーションズカップ2005にも3試合出場したが、度重なる怪我の影響で2006 FIFAワールドカップのメンバーからは落選した。その後のコパ・アメリカ2007には出場、2008年3月26日のガーナ代表との親善試合が代表最後の試合となった。

## 監督歴
選手引退後は地元メキシコシティで指導者養成学校に在籍、プーマスの下部組織で監督業を始めた。
その後、ケレタロFCの下部組織の監督に就任した。ケレタロではU-20リーガMXのクラウスーラで優勝し、ビクトル・マヌエル・ブセティッチのアシスタントコーチに昇格した。2017年1月末日にブセティッチが解任されると内部昇格し監督となった。この時、アシスタントコーチに指導者養成学校の同期である西村亮太をアシスタントコーチに迎えた。同年7月16日にスーペルコパMXで勝利し、トップチームの監督として初タイトルを獲得した。しかし同年10月22日にリーグ戦最下位のために解任され、ルイス・フェルナンド・テナが後任となった。
2018年12月18日にメキシコU-23代表の監督に就任した。第47回トゥーロン国際大会では3位、翌月の2019年パンアメリカン競技大会でも3位、東京オリンピックでも3位の結果を残し退任した。
東京オリンピック終了後は、進退問題になっていた森保一監督の後任として日本代表監督に就任する、あるいはJ1リーグ所属クラブの監督に就任する等の噂が流れたが実現しなかった。